# Poltys grayi
Espèce
Poltys grayi est une espèce d'araignées aranéomorphes de la famille des Araneidae.

## Distribution
Cette espèce est endémique de l'île Lord Howe en Nouvelle-Galles du Sud en Australie.

## Publication originale
- Smith, 2006 : A revision of the genus Poltys in Australasia (Araneae: Araneidae). Records of the Australian Museum, vol. 58, p. 43-96 (texte intégral).